# Manzanares (folyó)
A Manzanares egy közép-spanyolországi folyó, amely főként arról ismert, hogy keresztülfolyik az ország fővárosán, Madridon is, amelynek legnagyobb vízfolyása.

## Leírás
A 92 km hosszú Manzanares Madridtól észak-északnyugatra ered a Guadarrama-hegység területén, a La Pedriza nevű batolitnál, 2063 méteres tengerszint feletti magasságban. Felső szakaszán, Manzanares el Real település mellett átfolyik a Santillana-víztározón: ekkor még igen jó minőségű vizet szállít, amelyet a lakosság ellátására is felhasználnak. Ezen a környéken hozták létre a Manzanares-felsőmedence Regionális Park nevű, közel 50 000 hektáros természetvédelmi területet. Mielőtt eléri a fővárost, egy újabb tározót építettek rá, az El Pardót, amelynek célja a vízszint szabályozása, az árvizek megelőzése. Innentől mintegy 30 km-en keresztül, míg eléri Getafe határát, Madrid község területén folyik: az önkormányzat 1984 óta gondoskodik a folyóról és annak partjairól. A fővárosban 33 híd ível át rajta.
Régi neve, a Guadarrama (de Madrid) az arab nyelvből származik, és „a homokos terület folyója” jelentéssel bír. Mai neve már spanyolul van, körülbelül „almafaültetvényeket” jelent. Története során számtalanszor tréfálkoztak vagy gúnyolódtak azon, hogy egy ilyen jelentős fővárosnak hogyan lehet ilyen kicsi folyója (legalábbis más nagyvárosokéhoz képest kicsi), és nem csak külföldön, hanem neves spanyol írók, költők is, mint például Francisco de Quevedo, Tirso de Molina vagy Luis de Góngora. Bár a kis folyónak földrajzi jelentősége nem sok van, történelmi mégis, ugyanis maga Madrid azért jött létre, méghozzá egy muzulmán erődítményként, hogy a folyó vízi útját őrizze. Már a 17. században születtek tervek a folyó szabályozására és hajózhatóvá tételére, de több tanulmány is kimutatta, hogy ezek a tervek megvalósíthatatlanok különféle pénzügyi és technikai okokból. Nagyjából egy évszázaddal később egy újabb nagyszabású terv jelent meg, de ez sem valósult meg soha: lényege az lett volna, hogy a Manzanarest összekössék a Tajóval és a Guadarramával, egy nagy, 800 km-es csatornát alkotva így, amellyel a fővárosból akár az Atlanti-óceán is elérhető lett volna vízi úton.
2016-ban egy nagyszabású terv végrehajtása kezdődött meg, amelynek célja a folyó állapotának természetközelibbé való visszaállítása. Ennek során felnyitották a vizet elzáró zsilipek egy részét, aminek köszönhetően rövid időn belül nagy mennyiségű hal és mintegy 50 madárfaj jelent meg a folyó városi szakaszán.

## Képek

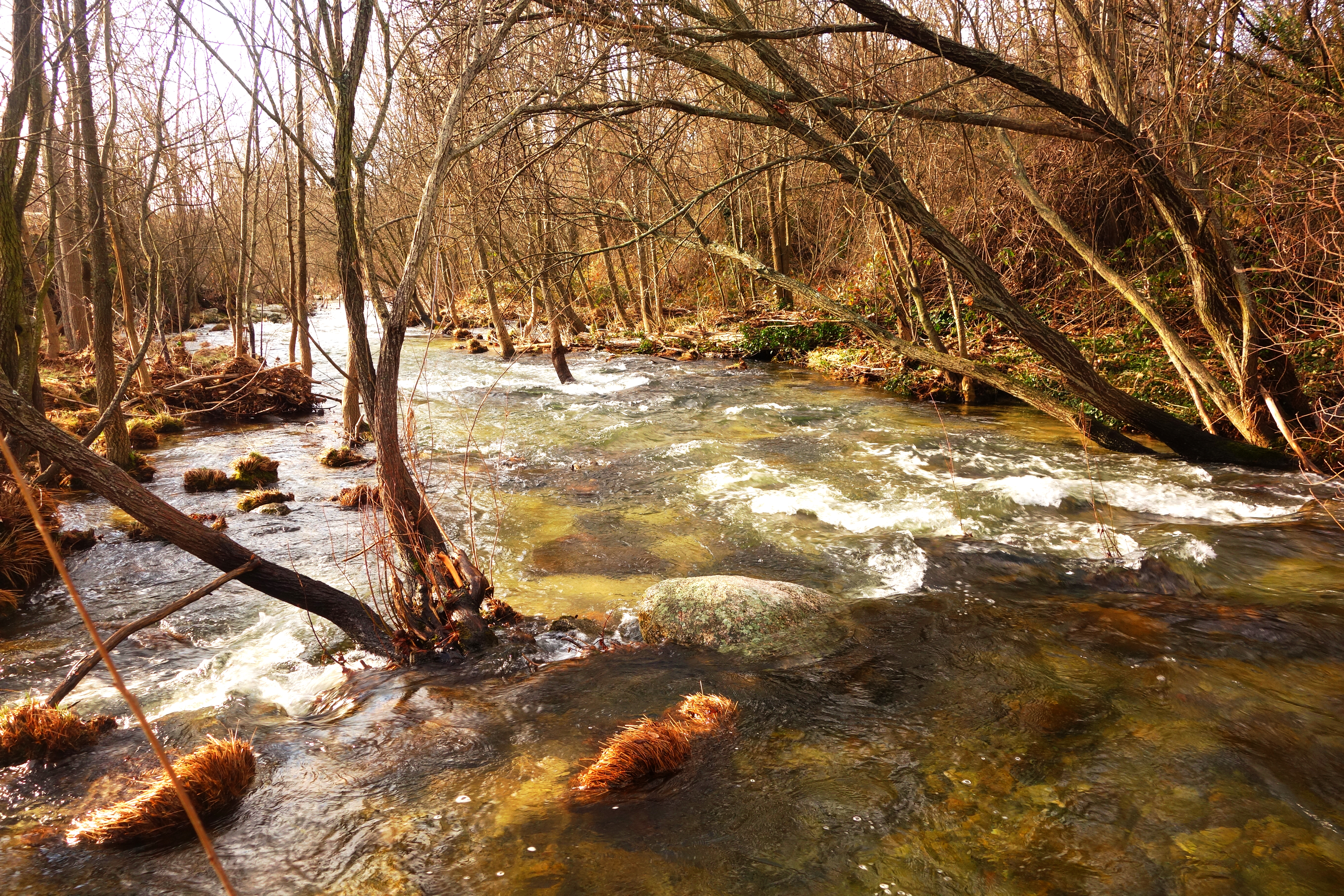
Felső folyás
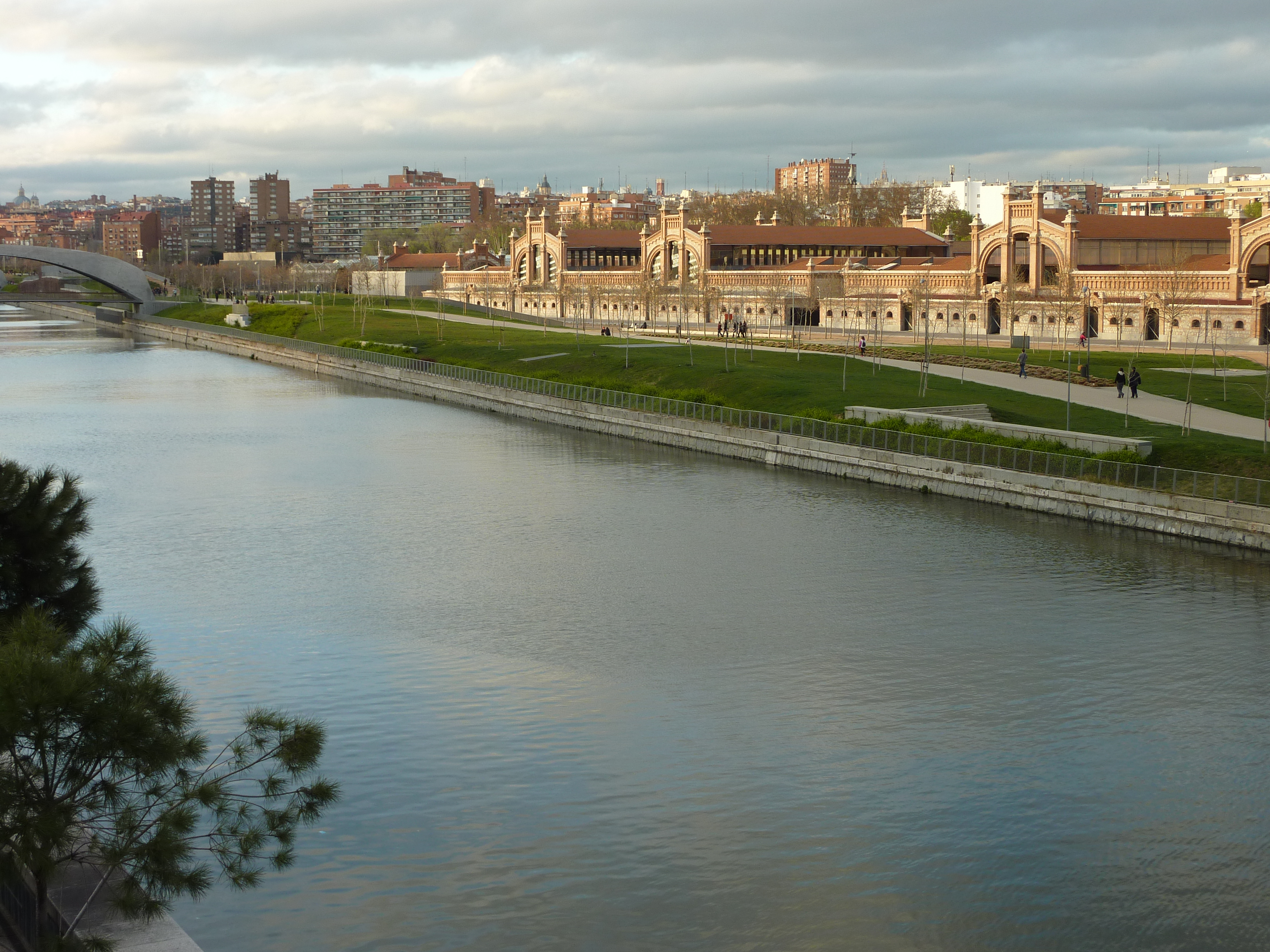
Madridban, háttérben a Matadero Madrid kulturális központtal (egykori vágóhíd)
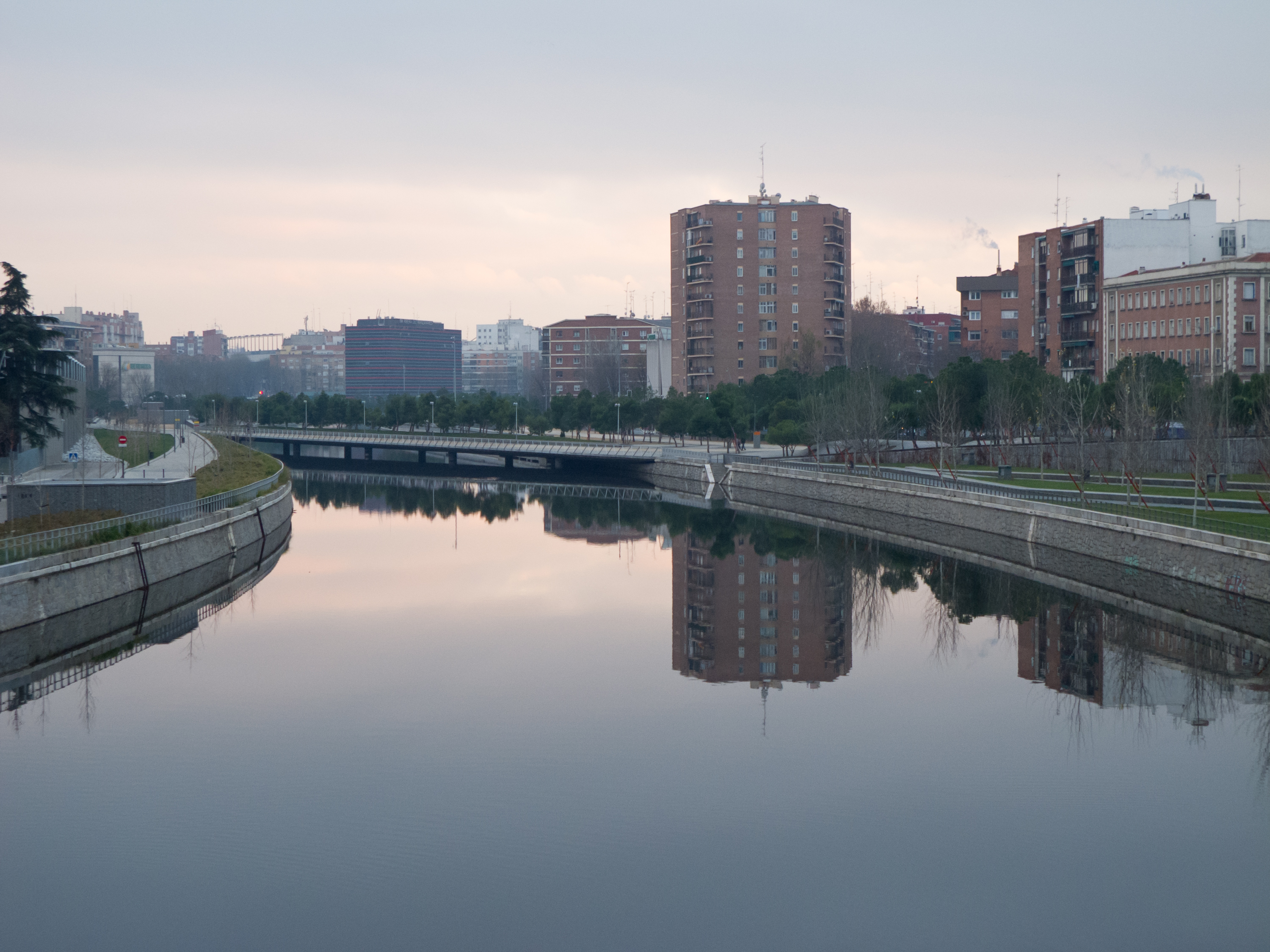
Madridban, a Segovia-hídról nézve
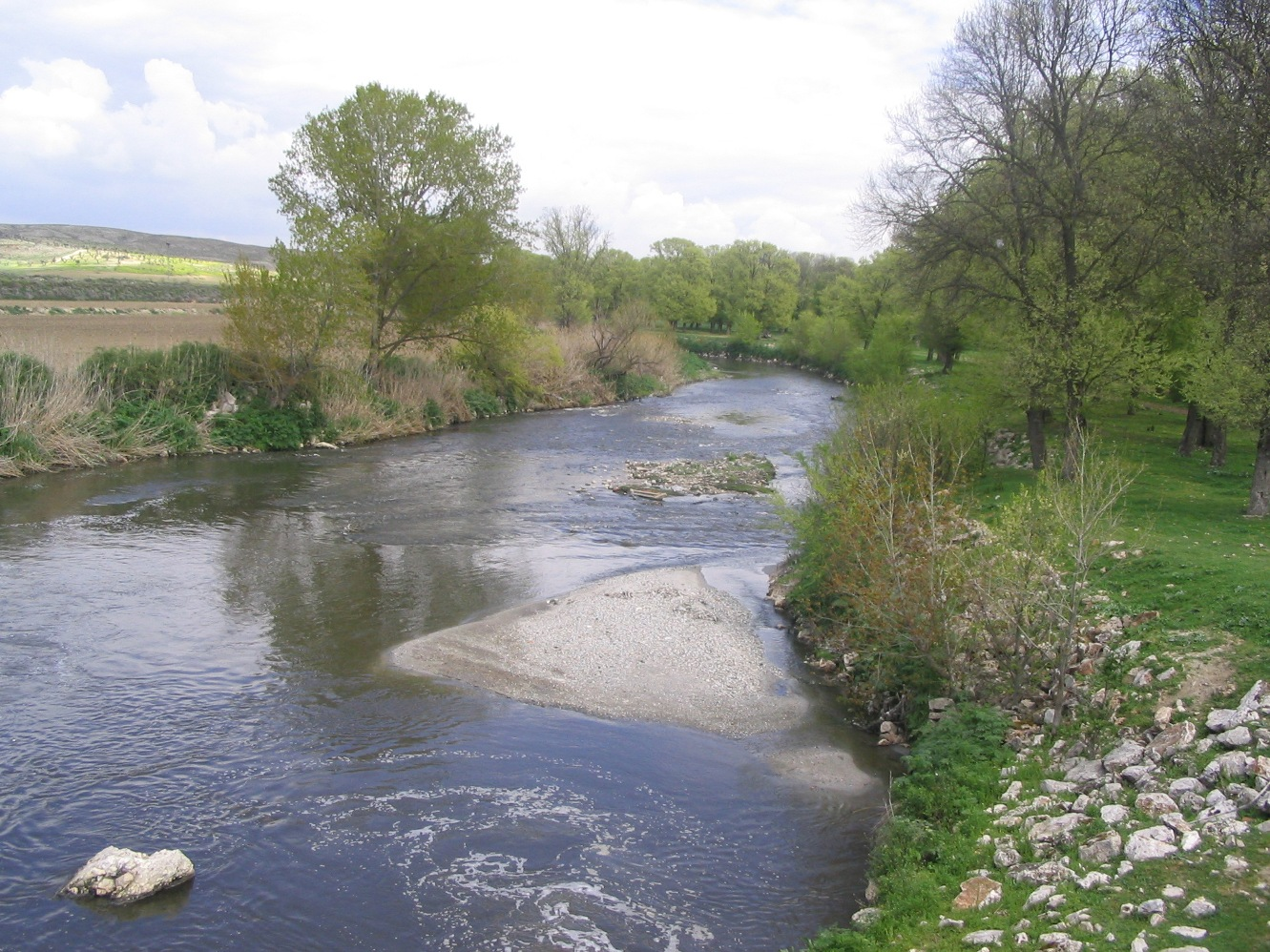
Getafe térségében